# HD 148897
HD 148897 (s Herculis) é uma estrela na direção da Hercules. Possui uma ascensão reta de 16h 30m 33.60s e uma declinação de +20° 28′ 45.6″. Sua magnitude aparente é igual a 5.24. Considerando sua distância de 758 anos-luz em relação à Terra, sua magnitude absoluta é igual a −1.59. Pertence à classe espectral G8p.